# Daniel Attias
Daniel Attias, né le 4 décembre 1951 à Los Angeles, est un producteur et réalisateur américain.

## Biographie
Il a commencé sa carrière en tant qu'assistant réalisateur, travaillant notamment sur E.T. l'extra-terrestre (1982), avant de passer à la réalisation en 1985 avec son premier film, Peur bleue. Par la suite, il a essentiellement réalisé des épisodes de diverses séries télévisées.

## Filmographie

### Cinéma
- 1985 : Peur bleue

### Télévision
- 1986 : Deux flics à Miami (1 épisode)
- 1990 - 1994 : Beverly Hills 90210 (20 épisodes)
- 1992 : Melrose Place (3 épisodes)
- 1993 - 1995 : Docteur Quinn, femme médecin (3 épisodes)
- 1995 - 2000 : La Vie à cinq (15 épisodes)
- 1997 : Ally McBeal (épisode Une histoire cochonne)
- 1998 - 2001 : The Practice : Bobby Donnell et Associés (4 épisodes)
- 1999 - 2002 : Les Soprano (3 épisodes)
- 2000 et 2001 : Buffy contre les vampires (épisodes Incantation et la Déclaration)
- 2001 - 2005 : Alias (7 épisodes)
- 2002 - 2005 : Six Feet Under (6 épisodes)
- 2003 - 2008 : The Wire (4 épisodes)
- 2004 - 2011 : Entourage (10 épisodes)
- 2005 - 2007 : Philadelphia (13 épisodes)
- 2005 et 2010 : Lost : Les Disparus (épisodes La Loi des nombres et Tout le monde aime Hugo)
- 2005 - 2011 : Dr House (8 épisodes)
- 2006 : Deadwood (épisode Je ne suis pas le type bien pour lequel vous me prenez)
- 2007 et 2008 : Heroes (épisodes Contre la montre et le Crépuscule des hommes)
- 2007 à 2011 : Big Love (9 épisodes)
- 2009 : Grey's Anatomy (épisode L'intervention...)
- 2011-2015 : Homeland (5 épisodes)
- 2012 : The Walking Dead (saison 3, épisode 6)
- 2012 et 2013 : True Blood (3 épisodes)